# 알베르 페르
알베르 페르(Albert Fert, 1938년 3월 7일 ~ )는 프랑스의 물리학자이다. 거대자기저항의 발견에 대한 공로로 페터 그륀베르크와 함께 2007년 노벨 물리학상을 수상했다.
프랑스의 물리학자이자 기가바이트 하드 디스크의 획기적인 발전을 가져온 거대 자기 저항의 발견자 중 한 명이다. 현재 그는 오르세에 있는 파리-사클레 대학의 명예 교수이며, 국립 과학 연구 센터(Centre national de la recherche scientifique)와 탈레스 그룹 간의 공동 연구소(Unité mixte de recherche)의 과학 책임자이며, 미시간 주립 대학교의 겸임 교수이다. 그는 페터 그륀베르크(Peter Grünberg)와 함께 2007년 노벨 물리학상을 수상했다.